# Mayeul Akpovi
Mayeul Akpovi est un photographe béninois né le 5 janvier 1979 à Cotonou, dans le « département de l'Atlantique » (aujourd'hui département du Littoral).

## Biographie
Passionné par la photographie vers fin 2011 à Besançon, Mayeul Akpovi s'est spécialisé dans la technique du time-lapse. Il a passé son enfance dans les rues de Cotonou au Bénin et une partie de sa carrière (en tant que informaticien) en France notamment à Paris et à Besançon. Son travail en photographie est orienté vers la capture du temps et de l’espace sous forme de vidéos accélérées grâce à la technique du time-lapse et du stop-motion time-lapse (hyperlapse). Il a pu se faire connaître grâce à ses vidéos en hommage à la ville de Paris et qui ont rapidement fait le tour du monde. En juillet 2013, Mayeul Akpovi réalise la toute première vidéo hyperlapse dédiée à une ville africaine. 

## Photographie
- 2012 : « Besançon in Motion »
- 2012 : « Paris in Motion »[2], Paris en mouvement (Partie 1), (Partie 2), (Partie 3) et (Partie 4) - (Vidéos publiées sur Vimeo et sur YouTube).
- 2013 : « Cotonou in Motion », une première en Afrique.